# Trzy po trzy
Trzy po trzy – pamiętniki Aleksandra Fredry obejmujące m.in. okres dzieciństwa i służby wojskowej z lat 1809-1814, w tym z okresu od 1813 do 1814, kiedy pisarz pełnił służbę oficera ordynansowego w sztabie przybocznym Napoleona Bonaparte; w większości spisane w latach 1844-1846.

## Wydanie
Pamiętniki nie były przeznaczone dla szerszego ogółu – miały pozostać pamiątką rękopiśmienną w rodzinie, jednakże tuż przed śmiercią autor zgodził się na ich wydanie i polecał nawet, by zakończyć je wierszem Pro memoria. Zezwolenie powyższe upoważniło syna Jana Aleksandra, do wydrukowania pamiętnika w warszawskiej Gazecie Polskiej w 1877 r. oraz w zbiorowej edycji Dzieł ojca w 1880 r. Następne wydanie opracował Henryk Mościcki w 1917 r.

## Treść
Pamiętniki Fredry są zgodne z faktami historycznymi, choć niechronologiczne. Poeta dzieli się z czytelnikami swoimi przeżyciami i wyraża swoje przekonania nabyte w trakcie doświadczeń wojennych. Pamiętniki pisane są typowym dla poety językiem pełnym komizmu, anegdot (przykładowo: Fredro zapytany co wyniósł z kampanii napoleońskiej odpowiedział: „Trochę wspomnień, dwa krzyżyki i pedogrę”).

## Interpretacja
W Trzy po trzy Fredro rozprawia się z romantyczną wizją cesarza Napoleona jako heroicznego bohatera, czuje się przez niego oszukany. Podważa tym samym romantyczny mit napoleoński. W jego pamiętnikach brak romantycznej poezji dziejów.